# Basílica de Nuestra Señora del Carmen (Youngstown)
La Basilica of Our Lady of Mount Carmel es un edificio religioso histórico de la Iglesia Católica en OH 289 en Youngstown, Ohio, Estados Unidos. Fue construida en 1913 y agregada al Registro Nacional de Lugares Históricos en 1979 como Iglesia de Nuestra Señora del Monte Carmelo. La parroquia de la Diócesis de Youngstown fue establecida en 1906 por los Misioneros de la Preciosa Sangre y los inmigrantes italianos locales. En 2011 la parroquia se fusionó con la parroquia de San Antonio de Padua.  La Santa Sede elevó la iglesia a una basílica menor en 2014. Pertenece a la diócesis de Youngstown.